# Горный Хутор
Го́рный Ху́тор — село в Черниговском районе Приморского края. Входит в состав Черниговского сельского поселения.

## География
Село Горный Хутор стоит на левом берегу реки Медведица (впадает в реку Черниговка, приток Илистой).
Находится к востоку от районного центра Черниговка. Дорога к селу идёт от автотрассы, соединяющей Черниговку с Реттиховкой. Расстояние до Черниговки около 12 км.

## Население
| 1926 | 2002 | 2008 | 2010 |
| ---- | ---- | ---- | ---- |
| 240  | ↘104 | ↘94  | ↘77  |

По данным переписи 1926 года по Дальневосточному краю, в населённом пункте числилось 39 хозяйств и 240 жителей (108 мужчин и 132 женщины), из которых преобладающая национальность — украинцы (39 хозяйств).

## Улицы
В селе имеются две улицы: ул. Садовая и ул. Центральная.

## Экономика
Жители занимаются сельским хозяйством.